# جي يانغ
جي يانغ هي مدينة من مدن الصين. يبلغ عدد سكانها 5877025 نسمة وذلك حسب إحصائيات سنة 2010. يبلغ ارتفاع المدينة عن سطح البحر قرابة 8 متر. تبلغ مساحتها \t5240.5 كم².

## المناخ
يظهر الجدول التالي التغييرات المناخية على مدار السنة لجي يانغ:
| البيانات المناخية لـجي يانغ                      | البيانات المناخية لـجي يانغ | البيانات المناخية لـجي يانغ | البيانات المناخية لـجي يانغ | البيانات المناخية لـجي يانغ | البيانات المناخية لـجي يانغ | البيانات المناخية لـجي يانغ | البيانات المناخية لـجي يانغ | البيانات المناخية لـجي يانغ | البيانات المناخية لـجي يانغ | البيانات المناخية لـجي يانغ | البيانات المناخية لـجي يانغ | البيانات المناخية لـجي يانغ | البيانات المناخية لـجي يانغ |
| الشهر                                            | يناير                       | فبراير                      | مارس                        | أبريل                       | مايو                        | يونيو                       | يوليو                       | أغسطس                       | سبتمبر                      | أكتوبر                      | نوفمبر                      | ديسمبر                      | المعدل السنوي               |
| ------------------------------------------------ | --------------------------- | --------------------------- | --------------------------- | --------------------------- | --------------------------- | --------------------------- | --------------------------- | --------------------------- | --------------------------- | --------------------------- | --------------------------- | --------------------------- | --------------------------- |
| الدرجة القصوى °م (°ف)                            | 29.5 (85.1)                 | 30.5 (86.9)                 | 33.0 (91.4)                 | 35.3 (95.5)                 | 36.2 (97.2)                 | 39.2 (102.6)                | 39.7 (103.5)                | 38.9 (102.0)                | 37.8 (100.0)                | 35.9 (96.6)                 | 33.7 (92.7)                 | 33.0 (91.4)                 | 39.7 (103.5)                |
| متوسط درجة الحرارة الكبرى °م (°ف)                | 19.3 (66.7)                 | 19.6 (67.3)                 | 21.6 (70.9)                 | 25.6 (78.1)                 | 28.9 (84.0)                 | 31.2 (88.2)                 | 33.3 (91.9)                 | 33.0 (91.4)                 | 31.5 (88.7)                 | 29.0 (84.2)                 | 25.3 (77.5)                 | 21.2 (70.2)                 | 26.6 (79.9)                 |
| المتوسط اليومي °م (°ف)                           | 14.5 (58.1)                 | 15.3 (59.5)                 | 17.5 (63.5)                 | 21.6 (70.9)                 | 25.0 (77.0)                 | 27.4 (81.3)                 | 29.0 (84.2)                 | 28.8 (83.8)                 | 27.5 (81.5)                 | 24.6 (76.3)                 | 20.5 (68.9)                 | 16.2 (61.2)                 | 22.3 (72.2)                 |
| متوسط درجة الحرارة الصغرى °م (°ف)                | 11.5 (52.7)                 | 12.6 (54.7)                 | 14.9 (58.8)                 | 18.9 (66.0)                 | 22.4 (72.3)                 | 24.9 (76.8)                 | 26.0 (78.8)                 | 26.0 (78.8)                 | 24.7 (76.5)                 | 21.7 (71.1)                 | 17.3 (63.1)                 | 12.9 (55.2)                 | 19.5 (67.1)                 |
| أدنى درجة حرارة °م (°ف)                          | 2.3 (36.1)                  | 3.7 (38.7)                  | 4.1 (39.4)                  | 9.6 (49.3)                  | 15.2 (59.4)                 | 19.0 (66.2)                 | 21.6 (70.9)                 | 22.7 (72.9)                 | 18.4 (65.1)                 | 12.5 (54.5)                 | 7.0 (44.6)                  | 0.9 (33.6)                  | 0.9 (33.6)                  |
| الهطول مم (إنش)                                  | 32.6 (1.28)                 | 76.4 (3.01)                 | 117.6 (4.63)                | 170.9 (6.73)                | 203.7 (8.02)                | 291.6 (11.48)               | 293.2 (11.54)               | 283.2 (11.15)               | 203.7 (8.02)                | 39.1 (1.54)                 | 32.5 (1.28)                 | 29.4 (1.16)                 | 1٬773٫9 (69.84)             |
| متوسط الرطوبة النسبية (%)                        | 74                          | 79                          | 81                          | 81                          | 82                          | 83                          | 80                          | 80                          | 78                          | 74                          | 73                          | 71                          | 78                          |
| المصدر: China Meteorological Data Service Center |                             |                             |                             |                             |                             |                             |                             |                             |                             |                             |                             |                             |                             |

## أعلام
- لياو ليشينغ
- فو هاي فنغ
- فرنسيس تشوي